# Novaledo
Novaledo település Olaszországban, Trento megyében. Lakosainak száma 1114 fő (2023. január 1.). Novaledo Frassilongo, Levico Terme, Pergine Valsugana, Borgo Valsugana és Roncegno Terme községekkel határos.

## Népesség
A település népességének változása:
| Lakosok száma | 1090 | 1081 | 1114 |
|               | 2017 | 2018 | 2023 |